# Оловенникова, Мария Николаевна
Мария Николаевна Оловенникова (Ошанина — по фамилии первого мужа, Баранникова — по настоящей фамилии второго мужа, Кошурникова — по конспиративной фамилии второго мужа, Марина Никаноровна Полонская — в эмиграции; 15 мая 1852, с. Покровское, Орловская губерния — 20 сентября [2 октября] 1898, Париж) — видная русская революционерка, одна из руководителей партии «Народная воля», член Исполнительного комитета партии «Народная воля».
Сестра революционерок Натальи и Елизаветы Оловенниковых, мать народницы и эсерки Елены Николаевны Ошаниной

## Биография
Родилась в семье состоятельного помещика, представителя старинного дворянского рода, писца 1 разряда, губернского секретаря Николая Александровича Оловенникова (ум. 8 августа 1869) и Любови Даниловны (в девичестве Бучневская) (ум. 1899). В семье родилось 7 детей, из них 5 детей — 3 девочки и 2 мальчика, дожили до зрелых лет.
Образование получала в женской гимназии в г. Орле, однако вследствие болезни вынуждена была учиться дома.
Участвовала в народническом кружке П. Г. Заичневского (г. Орёл).
Окончила фельдшерские курсы в Санкт-Петербурге.
Принимала активное участие (в качестве хозяйки одной из конспиративных квартир в Харькове) при попытке освобождения П. И. Войнаральского (1 июля 1878 года).
В 1878 году примкнула к организации «Земля и Воля», пыталась организовать поселение из революционеров среди крестьян Воронежской губернии для пропагандистской работы. После раскола «Земли и Воли» на «Чёрный передел» и «Народную Волю», вступила в партию «Народная Воля» и приняла террористические методы борьбы.
Участвовала в Липецком съезде (1879) (единственная из женщин), а также в Воронежском съезде. Избрана членом Исполнительного Комитета Народной Воли.
В феврале 1880 года переехала в Москву, где руководила местной народовольческой группой. Избежала ареста и в апреле 1882 года, будучи тяжело больной (у неё были сильнейшие мучительные мигрени), уехала из Москвы за границу и с мая 1882 года жила в Париже.
В 1883—1886 гг. — секретарь редакции журнала «Вестник „Народной воли“», а в 1890-х гг. принимала участие в деятельности «Группы старых народовольцев». В середине 1880-х гг. вышла замуж в третий раз за одесского народовольца И. А. Рубановича (1859—1922).
С 1896 года здоровье резко ухудшилось: участились мигрени, развились хронический катар желудка и малокровие. Тяжёлые переживания о судьбе заключённых в крепости товарищах, привели к нервно-психическому расстройству и госпитализации в лечебницу для душевнобольных. Там она заболела острым воспалением легких и 20 сентября 1898 года умерла.
Похоронена в Париже. Могила утрачена.

## Мужья и дети
- Николай Дмитриевич Ошанин — родился во 2-й четверти XIX века, умер весной 1878 г. Представитель старинного дворянского рода Ошаниных. Член Орловской контрольной палаты (с 1870 г.). Старший ревизор Орловской контрольной палаты (с 1875 г.). Губернский секретарь (1875 г.). Сочетался браком с Марией Николаевной Оловенниковой в 1873 году. Никакого отношения к революционной деятельности не имел[5].
  - Дочь — Ошанина Елена Николаевна — (12 июня 1874 г. в с. Покровском, Орловская губерния — после 1935 года Казань, СССР)
- Баранников, Александр Иванович — с марта 1879 года до конца августа 1879 года. Брак бездетный.
- Рубанович, Илья Адольфович — с середины 1880 гг. Брак бездетный.